# WWE Money in the Bank (2022)
Money in the Bank 2022 war eine Wrestling-Veranstaltung der WWE, die als Pay-per-View auf dem WWE Network und dem Streaming-Portal Peacock ausgestrahlt wurde. Sie fand am 2. Juli 2022 in der MGM Grand Garden Arena in Paradise, Nevada, Vereinigte Staaten statt. Es war die 13. Austragung des WWE Money in the Bank seit 2010. Die Veranstaltung fand zum zweiten Mal in Nevada statt.

## Hintergrund
Im Vorfeld der Veranstaltung wurden sechs Matches angesetzt. Diese resultierten aus den Storylines, die in den Wochen vor dem Pay-Per-View bei Raw und SmackDown, den wöchentlichen Shows der WWE gezeigt wurden.
Das ursprünglich angesetzte Match zwischen Bianca Belair und Rhea Ripley um die Raw Women’s Championship wurde geändert, da Ripley aufgrund einer Hirnverletzung keine Ringfreigabe erhielt. Carmella gewann ein Fatal-Five-Way-Match gegen Liv Morgan, Asuka, Becky Lynch und Alexa Bliss, um die Titelchance zu erhalten.

## Ergebnisse
| Matchart                                                   |                                    |      |                                                                               | Zeit  |
| ---------------------------------------------------------- | ---------------------------------- | ---- | ----------------------------------------------------------------------------- | ----- |
| Women’s Money-in-the-Bank-Ladder-Match                     | Liv Morgan                         | bes. | Alexa Bliss, Lacey Evans, Raquel González, Asuka, Shotzi und Becky Lynch      | 16:34 |
| Singles-Match um die WWE United States Championship        | Bobby Lashley                      | bes. | Theory (C)                                                                    | 11:02 |
| Singles-Match um die Raw Women’s Championship              | Bianca Belair (C)                  | bes. | Carmella                                                                      | 7:13  |
| Tag-Team-Match um die Unidsputed WWE Tag Team Championship | The Usos Jimmy Uso und Jey Uso (C) | bes. | The Street Profits Angelo Dawkins und Montez Ford                             | 23:00 |
| Singles-Match um die SmackDown Women’s Championship        | Ronda Rousey (C)                   | bes. | Natalya                                                                       | 12:34 |
| Singles-Match um die SmackDown Women’s Championship        | Liv Morgan                         | bes. | Ronda Rousey (C)                                                              | 1:48  |
| Men’s Money-in-the-Bank-Ladder-Match                       | Theory                             | bes. | Drew McIntyre, Omos, Sheamus, Sami Zayn, Riddle, Madcap Moss und Seth Rollins | 25:00 |

| Funktion      | Name            |
| ------------- | --------------- |
| Kommentatoren | Byron Saxton    |
| Kommentatoren | Pat McAfee      |
| Kommentatoren | Jimmy Smith     |
| Kommentatoren | Corey Graves    |
| Kommentatoren | Michael Cole    |
| Pre-Show      | Kayla Braxton   |
| Pre-Show      | Peter Rosenberg |
| Pre-Show      | JBL             |
| Pre-Show      | Booker T        |
| Pre-Show      | Kevin Patrick   |
| Ringansager   | Mike Rome       |
| Ringansager   | Samantha Irvin  |

## Besonderheiten
- Liv Morgan löste in der gleichen Nacht ihren Money in the Bank Contract ein, um die SmackDown Women’s Championship zu gewinnen.
- Theory wurde von Adam Pearce, als achter Teilnehmer des Men’s Money-in-the-Bank-Ladder-Match bekannt gegeben.